# Ней, Элизабет
Франциска Бернардина Вильгельмина Элизабет Ней (нем. Franzisca Bernadina Wilhelmina Elisabeth Ney; 26 января 1833, Мюнстер — 29 июня 1907, Остин, Техас) — американский скульптор германского происхождения.

## Биография
Родилась в Мюнстере, Вестфалия, в семье резчика по камню, придерживавшегося католического вероисповедания. С детства помогала отцу в мастерской (все остальные дети в семье, кроме неё и брата, рано умерли), тогда же решив стать скульптором (её родители дали согласие на подобное только после её 7-дневной голодовки). В 1852 году стала первой женщиной в классе скульптуры Мюнхенской академии художеств, где тогда учились исключительно мужчины. 29 июля 1854 года получила диплом академии и уехала в Берлин, где продолжила обучение у скульптора Христиана Даниэля Рауха. В 1857 году открыла скульптурную студию в Берлине. Вскоре получила известность как автор скульптурных портретов многих выдающихся современников.
Придерживалась феминистских взглядов, ездила верхом и носила мужскую одежду, отказывалась от приготовления пищи. На протяжении долгого времени жила без регистрации брака с эмигрировавшим из Шотландии медиком Эдмундом Монтгомери, с 1863 года болевшим туберкулёзом, который подыскивал для неё клиентов для создания портретов. 14 января 1871 года, видя в этом шанс поправить его здоровье, Ней вместе с ним эмигрировала в США, в штат Джорджия. Уже в Америке родила от Эдмунда двух сыновей. В 1873 году по приглашению местного губернатора переехала в Техас, где вместе с Монтгомери приобрела ранчо. В Техасе возобновила свою творческую деятельность, основав в окрестностях города Остин свою художественную студию под названием Формоза, вскоре ставшую центром культурной жизни города; работая в ней, создала множество скульптурных произведений. В Остине прожила до конца жизни, супруг пережил её на четыре года.